# Covers.ai
Covers.ai és una plataforma de creació de covers musicals desenvolupada per Mayk Inc., llançada oficialment el 9 d'octubre de 2024. Aquesta eina permet als usuaris generar veus personalitzades i crear cançons utilitzant intel·ligència artificial. La seva tecnologia avançada facilita la producció de versions de cançons, la modificació de gèneres i la creació de cançons originals, democratitzant la creació musical per aficionats i professionals per igual.

## Història
Covers.ai va ser concebut per Mayk Inc. com a resposta a la creixent demanda d'eines creatives que utilitzen intel·ligència artificial en l'àmbit musical. La idea sorgeix davant la cerca dels creadors de contingut de maneres més accessibles i ràpides per produir música sense necessitat d'habilitats tècniques avançades. Després de diversos mesos de desenvolupament i proves, la plataforma va ser llançada al públic a l'octubre de 2024.

## Funcionament
El seu funcionament es basa en un procés automatitzat que permet als usuaris generar veus personalitzades i transformar cançons existents en nous estils. Per començar a utilitzar Covers.ai, els usuaris han de visitar la pàgina oficial de la plataforma, on poden pujar una gravació de veu o seleccionar una cançó que desitgin modificar.
Aquesta gravació s'utilitza per crear un model de veu personalitzat mitjançant tècniques avançades d'aprenentatge automàtic. Un cop el model de veu ha estat generat, els usuaris poden triar entre una varietat de veus disponibles a la plataforma, que inclouen des de veus famoses fins a personatges ficticis. Aquesta flexibilitat permet als creadors experimentar amb diferents estils i personalitats vocals per a les seves versions.
Després de seleccionar la veu desitjada, els usuaris poden optar per crear una versió musical, canviar el gènere d'una cançó existent o generar una nova composició musical des de zero. La plataforma automatitza el procés de separació de la veu i la música, la qual cosa elimina la necessitat d'habilitats tècniques avançades. Un cop finalitzada la generació de la versió, l'usuari rep un missatge de confirmació i pot previsualitzar el resultat a través d'un reproductor integrat a la pàgina. Finalment, es proporciona un botó de descarrega perquè l'usuari pugui guardar la seva creació al seu dispositiu i utilitzar-la en projectes personals o professionals.
La plataforma permet a persones sense experiència prèvia en producció musical produir contingut original amb la seva interfície intuïtiva i és actualment una opció popular entre músics aficionats i creadors de contingut.
Com que és una plataforma principalment de pagament, el seu ús gratuït és limitat i si es vol continuar utilitzant es pot adquirir un dels plans de subscripció que ofereix. Els preus varien des de 2€ al mes pel pla bàsic, que permet als usuaris generar un nombre limitat de versions, 8€ al mes pel pla Creator, que proporciona accés a totes les eines de música AI, i el pla Pro, que té un cost de 13€ al mes i està dissenyat per a usuaris que volen crear contingut musical més intensiu.

## Repercussió
Des del seu llançament, la plataforma ha estat elogiada per la seva facilitat d'ús i la seva capacitat per democratitzar la creació musical. Amb gran quantitat de visites mensuals i un creixement continu de la seva base d'usuaris, Covers.ai s'ha posicionat com una eina popular entre creadors de contingut, músics i aficionats a la música. Ha tingut un impacte significatiu en la tecnologia musical, transformant la manera com es creen i es consumeixen les cançons i obrint noves possibilitats creatives tant per a músics com per a aficionats. La democratització d’aquest procés creatiu ha permès que persones amb recursos limitats puguin experimentar amb la música des de casa seva, la qual cosa fomenta una cultura de creació musical més inclusiva. A més, el creixement de la cultura de les versions generades per IA ha provocat un augment de l’interès per les aplicacions musicals basades en intel·ligència artificial. S'espera que aquesta tendència continuï evolucionant.
Tanmateix, l’ús d’intel·ligència artificial en la música també planteja problemes ètics i legals. Malgrat l'èxit inicial, Covers.ai ha afrontat crítiques relacionades amb l'ús potencialment no autoritzat de veus i interpretacions musicals. Algunes discogràfiques han expressat preocupacions sobre la legalitat de l'ús de veus generades per IA que imiten artistes famosos sense el seu consentiment. No obstant això, encara no s'han reportat problemes legals significatius que hagin afectat directament el funcionament de Covers.ai.